# Byers Lake (Alaska)
Der Byers Lake ist ein 1,4 km² großer See im Denali State Park in Alaska (USA). 
Der 231 m hoch gelegene Byers Lake befindet sich etwa einen Kilometer vom linken Ufer des Chulitna River entfernt. Er wird vom Byers Creek in südlicher Richtung durchflossen. Der See besitzt eine Längsausdehnung in SSW-NNO-Richtung von 2,18 km.
Der See ist nach einem Angler benannt, der in den 1950er Jahren mehrfach vom bekannten Buschpiloten Donald E. Sheldon dorthin gebracht wurde. Der Byers Lake befindet sich ca. 45 km nördlich von Talkeetna und ist vom George Parks Highway aus zugänglich. Neben einem Zeltplatz befinden sich hier mehrere Hütten und eine Bootsanlegestelle. Auf dem Byers Lake sind nur Ruderboote und Boote mit Elektromotoren gestattet. Ein Wanderweg führt um den See herum und verläuft teilweise über Bohlenplanken und zwei kleine Brücken. Über den Zufluss kommen auch Lachse in den See. Lachsfischen ist allerdings nicht erlaubt.